# Йован Ристич
Йован Ристич (на сръбски: Јован Ристић) е сръбски държавник от втората половина на XIX век.
В продължение на четвърт век – от 1868 до 1893 година, играе водеща роля във вътрешната и външната политика на Сърбия като по различно време изпълнява задълженията на регент (на княз Милан Обренович и на крал Александър Обренович), министър-председател и министър на външните работи. Като дипломат съдейства за отхвърлянето на васалната зависимост на Сърбия от Османската империя и лавира между борещите се за влияние на Балканите Русия и Австро-Унгария. Като водач на Либералната партия съдейства за изработването на 2 конституции на Сърбия.

## Произход и ранна кариера
Йован Ристич е роден в бедно семейство от Крагуевац през 1831 година. 18-годишен заминава с държавна стипендия за Берлин и Хайделберг, където в продължение на 3 години изучава история, философия и държавни науки и придобива докторска степен. Завръща се в родината през 1854 година, след известен престой за допълнително учение в Париж.
Служи като чиновник в няколко министерства. Сближава се с княз Михаил Обренович, който му поверява важни задължения на дипломатическото поприще.
От 1861 до 1867 година Ристич представлява княза в Цариград пред сюзерена му – османския султан Абдул Азис. Допринася за успешната развръзка на т.нар. „градски въпрос“ чрез оттеглянето (в 1867) на османските гарнизони от Белград и останалите сръбски градове. През ноември 1867 година е за кратко (за двайсетина дни) министър на външните работи.

## Регент за първи път
След убийството на княз Михаил (юни 1868) Ристич влиза в тричленното Регентство, което управлява 4 години, докато наследникът княз Милан навършва пълнолетие. През този период направлява вътрешната политика на страната, включително и въвеждането на конституцията от 1869 година, с която дава ограничени законодателни правомощия и контрол на Скупщината над изпълнителната власт.
През 1872 година Ристич влиза в правителството на Миливое Блазнавац като външен министър. От април до октомври 1873 е министър-председател, след това – водач на опозиционната Либерална партия.

## По време на Източната криза
Докато е в опозиция, през 1875 година Ристич оглавява агитацията за война с Османската империя в помощ на въстаналите Босна и Херцеговина. След като обаче става външен министър в кабинета на Стевча Михайлович, се опитва да избегне конфликта чрез преговори. Сърбия получава помощ в Сръбско-турската война от 1876 година от руски доброволци, но не и от руското правителство, и претърпява поражение при Джунис. В избухналата малко по-късно Руско-турска война сърбите запазват неутралитет до декември 1877 година, когато водят Сръбско-турска война (1877 – 1878).
Намеренията на Русия да създаде голяма българска държава чрез Санстефанския мирен договор карат Ристич да се обърне към Австро-Унгария, за да задържи сръбските териториални придобивки от войната. Във Виена сключва споразумение за построяване на железопътна линия Белград – Ниш и свързването ѝ с австро-унгарските железници (юни 1878). Макар че не е приет за равностоен преговарящ с останалите Велики сили, на Берлинския конгрес Ристич съумява да запази за Сърбия завоюваните територии с градовете Ниш, Пирот и Враня.

## Министър-председател и отново регент
През септември 1878 година Ристич е назначен от княз Милан за министър-председател. През двугодишното му управление е прокаран закон за строеж на железници. Сръбската църква се обособява като автокефална. Отказът на Ристич да сключи неравностоен търговски договор с Австро-Унгария води до уволняването му от княза през октомври 1880 година.
През 1887 година Ристич отново застава начело на правителството (от юни до декември). Участва в изработването на конституцията от 1888 година.
През следващата година е назначен в регентството, което управлява от името на малолетния крал Александър. Отначало сътрудничи с радикалите, но през 1892 отношенията им се развалят заради желанието на Никола Пашич да влезе в регентството.
В резултат на изборите през април 1893 година Ристич успява да изтласка Радикалната партия от управлението, но още същия месец крал Александър извършва преврат и го отстранява от властта.

## Научна дейност
Йован Ристич оставя исторически трудове, сред които:
- Spoljašnji odnošaji Srbije novijega vremena 1848 – 1872, Belgrad 1887/1901;
- Diplomatska istorija Srbije 1875 – 1878, Belgrad 1896/98.